# Нейгауз Генріх Густавович
Ге́нріх Гу́ставович Нейга́уз (30 березня (12 квітня) 1888, Єлисаветград — 10 жовтня 1964, Москва) — український радянський піаніст, педагог, публіцист і музично-суспільний діяч німецького походження.

## Життєпис
Генріх Густавович Нейгауз народився 12 квітня 1888 року в місті Єлисаветграді (нині — Кропивницький) у німецькій сім'ї. Його батько, Густав Нейгауз, також піаніст, після закінчення консерваторії в Кельні переїхав з Німеччини спочатку до Росії, а згодом у Єлисаветград, де став фундатором місцевої музичної школи; його мати, Марцеліна Нейгауз (нар. Блуменфельд), приходилася сестрою композитору, піаністу та диригенту Феліксу Блуменфельду, відомим музикантам Сіґізмунду та Станіславу Блуменфельду. Родина Блуменфельдів мала австрійські єврейські коріння.
Початкову музичну освіту Генріх здобув у свого батька. У 1904 році по закінченні гімназії в 16-річному віці Нейгауз дебютував з великим успіхом як виконавець у Дортмунді, після чого здійснив тривале концертне турне Німеччиною, Австрією та Італією — як він вважав, вже як готовий піаніст-віртуоз. Разом з піаністом Ельманом він виконав програму, складену з творів Шопена. Однак у Відні Нейгауз познайомився з піаністом і композитором Леопольдом Годовським, відомим своїм музичним перфекціонізмом. Під впливом Годовського збагнув, що хоч музичний талант і є природним даром, але здатність до музичних інтерпретацій потребує важкої праці.
Після штудії в Л. Годовського в Берліні Нейгауз вивчав теорію композиції під керівництвом учня Танєєва професора П. Ф. Юона. Пізніше вступив у Віденську академію музики в школу вищої майстерності, яку закінчив на відмінно.
Після повернення на батьківщину Нейгауз склав іспити екстерном у Петроградській консерваторії і 1916 року почав педагогічну діяльність у Тбілісі. Повернувшись у Єлисаветград, працював у місцевому відділі народної освіти. Разом зі своїм троюрідним братом, відомим польським композитором К. Шимановським, Нейгауз організовує камерне товариство, читає лекції, пропагує найкращі зразки класичної музики.
1920 року Нейгауз — професор Київської консерваторії, а від 1922 року починається його творча діяльність у Московській консерваторії.
Помер Генріх Густавович Нейгауз 10 жовтня 1964 року в Москві.

## Творчість
Продовжуючи і розвиваючи традиції фортепіанного мистецтва Нейгауз створив школу, пов'язану з високими досягненнями піанізму. Визнана в усьому світі, піаністична школа Нейгазуа знайшла своє продовження у творчості його учнів — С. Ріхтера, Е. Гілельса, Я. Зака, І. Зетеля, Є. Малініна, О. Насєдкіна, Л. Наумова, В. Кастельского, В. Крайнєва, О. Ейдельмана, Крушельницька Марія Тарасівна, В. Воскобойникова, Т. Гутмана, А. Гінзбурга, С. Могилевської, Н. Усубової і багатьох інших музикантів.
Виконавча діяльність Г. Нейгауза ввійшла в скарбницю музичного мистецтва. У його репертуарі була майже вся художня фортепіанна література від Баха до сучасників.
Піаніст був незмінним другом багатьох композиторів і першим виконавцем цілої низки творів. Ерудиція Нейгауза завжди приваблювала молодь. Концертні зали, класи, аудиторії, у яких він виступав, завжди були переповнені.
Нейгаузу належать статті й нариси про музику. Широку популярність мала його книга «Про мистецтво фортепіанної гри».
У рідному для Нейгауза Кропивницькому його іменем названа вулиця; на будинку, де він народився, встановлена меморіальна дошка. Від 1981 року в місті працює Музей Генріха Нейгауза. 12 квітня 2013 року за ініціативою Кіровоградського музичного училища встановлене погруддя юному Г. Г. Нейгаузу.

## Сім'я
- син — Станіслав Генріхович Нейгауз (1927—1980) — радянський піаніст і педагог;
  - онук — Генрі Нейгауз (1961—2017) — радянський та ізраїльський піаніст і публіцист.

## Світлини

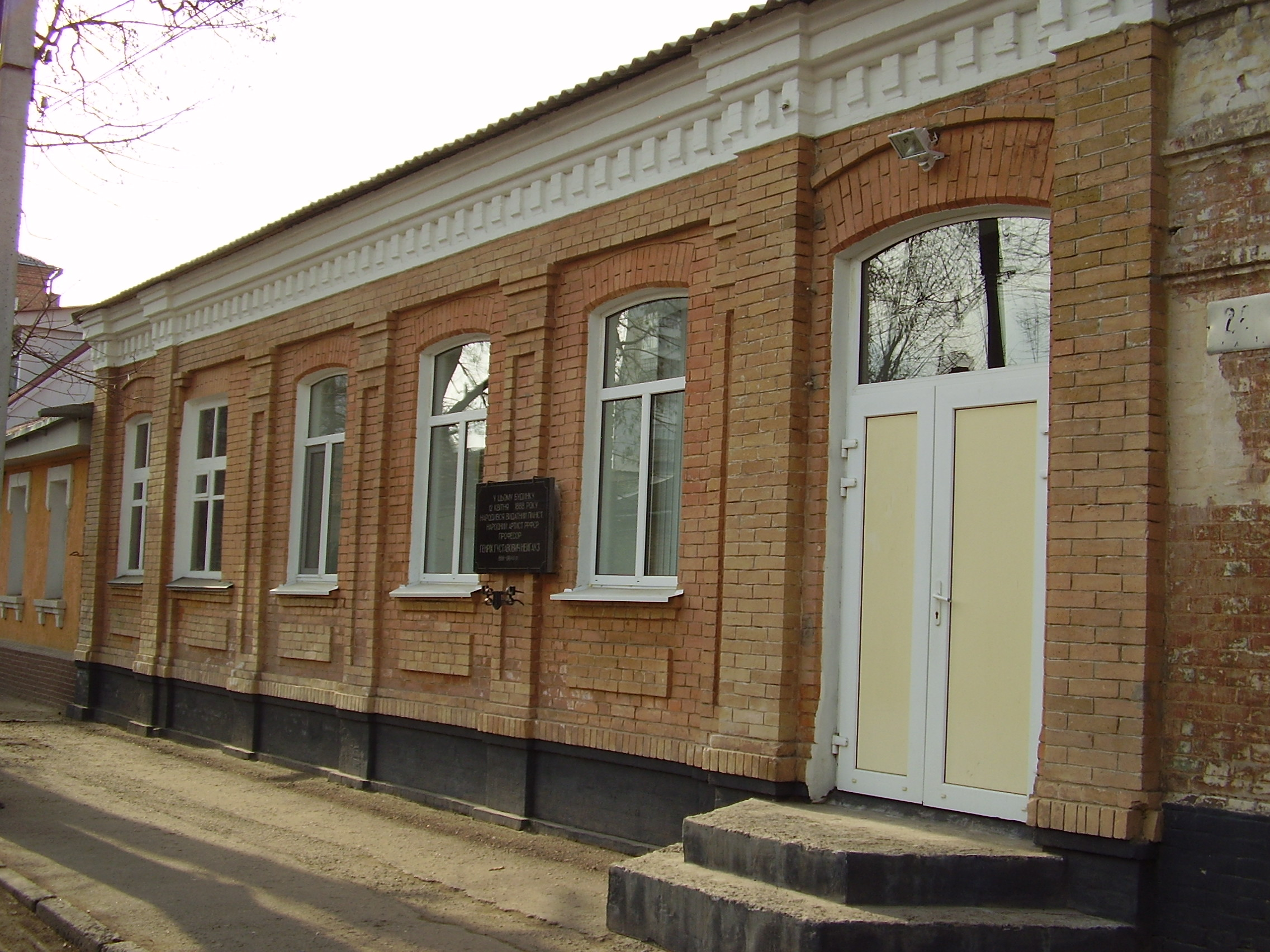
Будинок на вулиці Шульгіних 26 в Кропивницькому, де народився Генріх Нейгауз (про це сповіщає меморіальна дошка)